# Mezná (okres Tábor)
Mezná (německy Mesna) je obec u Soběslavi v okrese Tábor v Jihočeském kraji. Žije v ní 112 obyvatel. Obec protíná silnice vedoucí od Soběslavi na Deštnou dále na Jindřichův Hradec. Pravděpodobně první, středověký název obce Mezný byl postupem času přechýlen na rod ženský, který byl zachován dodnes.[zdroj?]

## Historie

### 14. století
První písemná zmínka o obci pochází ze 4. března 1362, kdy jsou jako svědci na prodejní listině jako ručitelé uvedeni Gottfried a Bohuněk z Mezného. Někteří historici se domnívají, že se v tomto případě jedná o Meznou u Pelhřimova, ta ale nebyla stálou součástí uskupení obcí, které byly společně prodávány či děděny. Proto se[kdo?] obecně více přiklání k možnosti, že se jedná o Meznou u Soběslavi.[zdroj?]
Další zmínka je z roku 1385. V úřední listině je jako ručitel uveden Jan Zúbko ze Samosol, dvorní úředník a hradní purkrabí českého původu, který je nejčastěji zmiňován v souvislosti s novohradskými purkrabskými účty. Domněnka o souvislosti s obcí je založena na pečeti již zmiňované listiny, kde je Zúbek vpečetěn jako Jan z Mezné. Do historie se zapsali i Janovi synové Václav a Diviš. Všichni tři zřejmě chovali přátelské vztahy s Janem Sokolem z Lamberka, vojevůdcem v přízni krále Václava IV. a budoucím učitelem Jana Žižky.[zdroj?]

### 15. století
Počátkem 15. století dochází ke změně majitelů Mezné, mezi kterými jsou jistí Mezenští z Mezného. Prvním zmíněným je Oldřich, dále Jan a nakonec Lev z Mezného. Lev se zřejmě zasadil o založení rodu Mezenských a spolu s ním přinesl erb se dvěma husími krky.[zdroj?]
Po Lvovi získává Meznou Václav. Ten je společně s Janem Zúbkem podepsán na stížném listu české šlechty proti upálení Jana Husa s roku 1415. Václav je zde podepsán jako Václav z Mezného a nelze s jistotou určit, zda to byl potomek rodu Mezenských názorově spřízněný s Janem, či se snad nejednalo o Zúbkova syna, který si Mezenské léno opět odkoupil společně s náležícím erbem. Václav byl prohusitsky orientovaný, značí tomu i jeho podíl na příměří s Oldřichem II. z Rožmberka a následné propuštění Jana Smila z Kremže, husitského hejtmana a zbojníka. Těžko dnes říci, zda byl Václav husita či nikoliv. Žádné dosavadní zdroje ani jednu z možností nepotvrzují, avšak jisté sympatie pro husitskou stranu jsou zřejmé.[zdroj?]

### Kroniky obce
- Památní kniha školy Mezná (datace 1889–1939)[7]
- Monografie Mezné (datace 1928–1929)[7]
- Pamětní kniha obce Mezné (datace 1925–2012)
- Kronika obce Mezná 2013
- Kronika obce Mezná 2014
- Kronika obce Mezná 2015
- Kronika obce Mezná 2016
- Kronika obce Mezná 2017
- Kronika obce Mezná 2018
- Kronika obce Mezná 2019
- Kronika obce Mezná 2020
- Sportovní kronika obce Mezná (datace 2002–2008)
- Sportovní kronika obce Mezná (datace 2009–2017)
- Fotogalerie obce Mezná 1.díl (datace 1915–1985)
- Fotogalerie obce Mezná 2.díl (datace 1900–2012)

## Obyvatelstvo
| Rok            | 1869 | 1880 | 1890 | 1900 | 1910 | 1921 | 1930 | 1950 | 1961 | 1970 | 1980 | 1991 | 2001 | 2011 | 2021 |
| -------------- | ---- | ---- | ---- | ---- | ---- | ---- | ---- | ---- | ---- | ---- | ---- | ---- | ---- | ---- | ---- |
| Počet obyvatel | 264  | 284  | 241  | 246  | 253  | 237  | 232  | 200  | 183  | 185  | 156  | 122  | 108  | 109  | 105  |
| Počet domů     | 42   | 42   | 43   | 43   | 42   | 42   | 47   | 52   | 45   | 42   | 43   | 48   | 50   | 51   | 53   |

## Obecní správa
Mezi lety 1850–1976 byla Mezná obcí v okrese Tábor (1869–1930), posléze v okrese Soběslav (1950) a později opět v okrese Tábor. Od 1. dubna 1976 do 23. listopadu 1990 patřila jako část obce k Přehořovu a od 24. listopadu 1990 je opět samostatnou obcí. V letech 1850–1879 k obci patřilo Záříčí a v letech 1850–1920 také Nová Ves.

### Obecní symboly
Znak a vlajka byly obci uděleny rozhodnutím předsedkyně Poslanecké sněmovny Parlamentu České republiky dne 18. května 2012.

## Kroj
Mezná je zvláštní tím, že leží na pomezí dvou etnografických (a tedy i krojových) oblastí, a to Blatska a Kozácka. Ze zdrojů není jednoznačné, pod kterou oblast se Mezná řadí, avšak uvedeno je následující:
- Václav Petrů z Klenovic v publikaci z roku 1900 uvádí Roudnou, Tučapy a Budislav jako hranici kraje kozáckého, přičemž Mezná dle jeho vymezení hranice leží ještě na území Blat.
- Emilie Fryšová ve svých publikacích z let 1902 a 1913 uvádí hranici Kozáckého a Blatského kraje jako skoro rovnou linku od Deštné po Budislav a Tučapy, dále pak na Skalici. Mezná dle jejího rozdělení tedy spadá pod Blata soběslavská a veselská, zlatá a bohatá. Fryšová dělila blatský celek na tři oblasti, přičemž ta soběslavská byla podle ní zlatá a bohatá díky pšenici, která se na jejich území hojně pěstovala. Mezi kozáky a jejich blatskými sousedy prý panovala svárlivá nálada a zřídkakdy se mezi sebou stýkali a ženili, přestože se někdy jednalo o sousedící vsi.
- Roku 1913 došlo k úpravám postupů sběru národopisných informací a stvrzeny byly roku 1914 publikací Karla Chotka s názvem Program soupisu národopisného. Ten usiloval spíše o geografické členění a Mezná pak připadla pod Soběslavsko, které bylo v jeho seznamu uvedeno pod středovltavským krajem, podskupinou B. Toto nic neříkající označení nám bohužel dále neprozrazuje jaký kroj se na Mezné nosil.
- V meziválečném období se naskytuje několik málo zdrojů, které se v přesné lokalitě ani hranici Kozácka neshodují. Tyršová pak uvádí, že rolnické osady kozácké svůj kroj odložily již v období padesátých let 19. století. Již ve čtyřicátých letech je Mezná rolnickou osadou a v padesátých letech má již doložitelné vazby na obec Tučapy. Dle výše uvedeného by se tedy dalo usoudit, že Mezná, na rozdíl od předchozích bodů, spadala pod Kozácko.
- V poválečném období máme o kozáckém kroji zmínky především od D. Stránské, která jako přibližnou hranici Kozácka určila Černovický potok. V této oblasti prý bylo stále poměrně snadné určit, zda je kroj kozácký či blatský. V jiných oblastech se hranice poněkud rozpila. Dalším ukazatelem kozácké příslušnosti podle Stránské byla náležitost pod Zelčské panství a udržování blízkých vztahů s táborskými obcemi. Mezná spadala pod panství Dírenské, ovšem co se vztahů týče, nelze jinak než odhadovat.
- Ve 20. století se kroji v okolí Tábora intenzivně věnuje Irena Štěpánová. Ta má k etnografickému výzkumu odlišný, modernější přístup. Uvádí, že v okolí Tábora vymizel kozácký kroj dříve než na vesnicích. Vliv městské módy totiž začal lidový oděv vytlačovat. Podle ní se v okolí Mezné vyskytoval spíše kroj zelčský (želečský), neboli chrusťácký, který byl sice střihem a tvarem jako kozácký, ale motivy výšivek se podobal spíše tomu z Blat. Starší zdroje s prolínáním, či vzájemným vlivem Blat a Kozácka zásadně nepočítají. Dle Štěpánové nebyly hranice zdaleka tak zřetelné, jak naznačují její předchůdci, ale poněkud pozvolna přecházely v kroje okolních oblastí. Poté tedy záleželo čistě na obyvatelích těchto přechodných oblastí, k jakému kraji se chtěli hlásit. Vliv podle ní nemělo pouze panství, ale i farní oblast nebo sousedské vztahy a hranice krojových oblastí se mohly skrze historii měnit. V tomto případě by se dalo předpokládat, že na Mezné byl v 19. století spíše kroj kozácký s blatskými vlivy, jelikož s obcí Tučapy katastrálně sousedí a z historických zdrojů je patrné, že lidé z Tučap a Mezné vztahy udržovali. Dnes je mezi historiky obecně uznáváno, že móda dvou oblastí má tendenci se spíše prolínat než vzájemně vylučovat, což pouze potvrzuje tvrzení Štěpánové. Další zajímavostí je, že dle M. Prunerové, kterou ve svých pracích Štěpánová zmiňuje, dal Kozácku název Kozí hrádek a tzv. kozské zboží, tedy oblast v okolí hrádku. Na Kozácku mají dle Prunerové názvy odvozené od slova koza dlouholetou tradici, přičemž je hodno se zamyslet, proč se návesnímu rybníku na Mezné mezi místními říká Kozlák.
- V novodobých zdrojích je hranice poněkud vágní, v některých případech sahající až po Veselí, případně je hranicí opět tučapský katastr.

V hraničních oblastech jako je Mezná pravděpodobně existovaly jisté modifikované kroje, které podléhaly oběma typům lidového oděvu. Zásadní roli zajisté hrála místní interpretace obou stylů, vztahy s každou z krojových oblastí a další pohnutky, jako například příbuzenské vztahy. Je tedy pravděpodobné, že tomuto osudu neunikl ani kroj Mezenský, který skrze historii nejspíše procházel takovými obměnami. Nelze ani plně vyloučit, že se na Mezné nenacházely oba typy kroje zároveň a záleželo pouze zda měl nositel kroje rodinu směrem k Veselí nad Lužnicí nebo k Táboru. 
Kozácký kroj z povědomí obyvatelstva postupně mizí na úkor kroje blatského a ani sami badatelé se na území jeho výskytu zatím nedokážou shodnout.

## Pamětihodnosti
- Kaple Navštívení Panny Marie (postavena nákladem obce pravděpodobně v 19. století – datum stavby zatím nezjištěno)
- Památník obětem první světové války (vystavěn 1921, na popud prvního řídícího učitele v Mezné Vojtěcha Sirového)
- Středověké tvrziště (vznik tvrze asi v polovině 14. století)
- Budova školy (vystavěna 1890)
- Mlýn U Svitáků (zmínka již v roce 1698 – mlynář Mikoláš Sviták)
- Hasičská schráň (vystavěna 1925, u příležitosti založení SDH Mezná)
- Pohodnice (rod pohodných Špinglů se v Mezné usadil v roce 1732, živnost vykonával 200 let – byl známý výrobou mastí proti reumatismu)
- Cihelna (je zmiňována již v roce 1869 – působil zde cihlář Vojtěch Blažek, narozený 1822 v Mezné)
- Zlatý Dvůr (také poplužní dvůr)
- Lípa Svobody (vysazena místními občany 6. dubna 1919)
- Lípa školy (vysazena místními občany 28. září 2019 u příležitosti 130. výročí založení obecné školy)

## Galerie

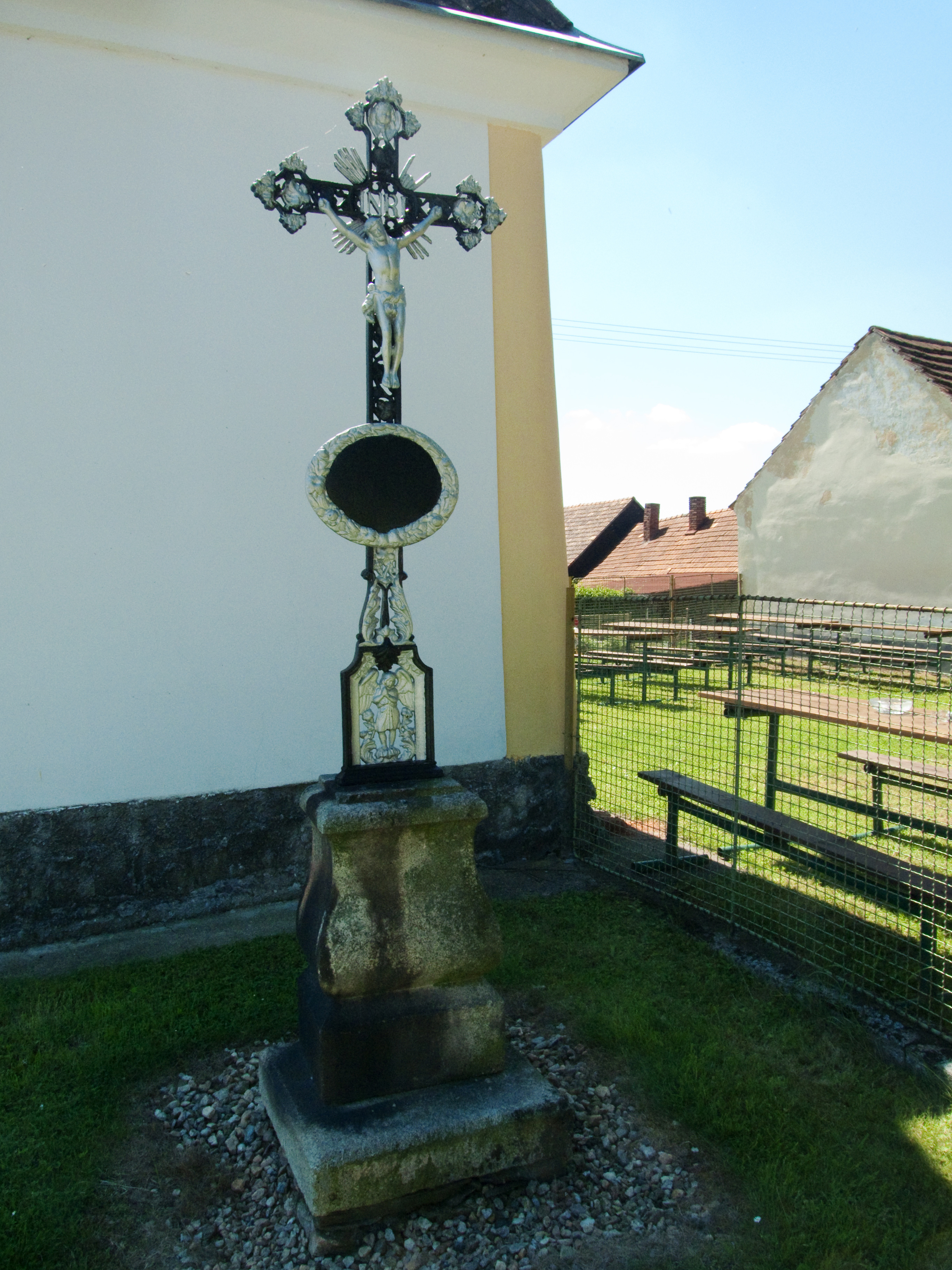
Křížek u kaple
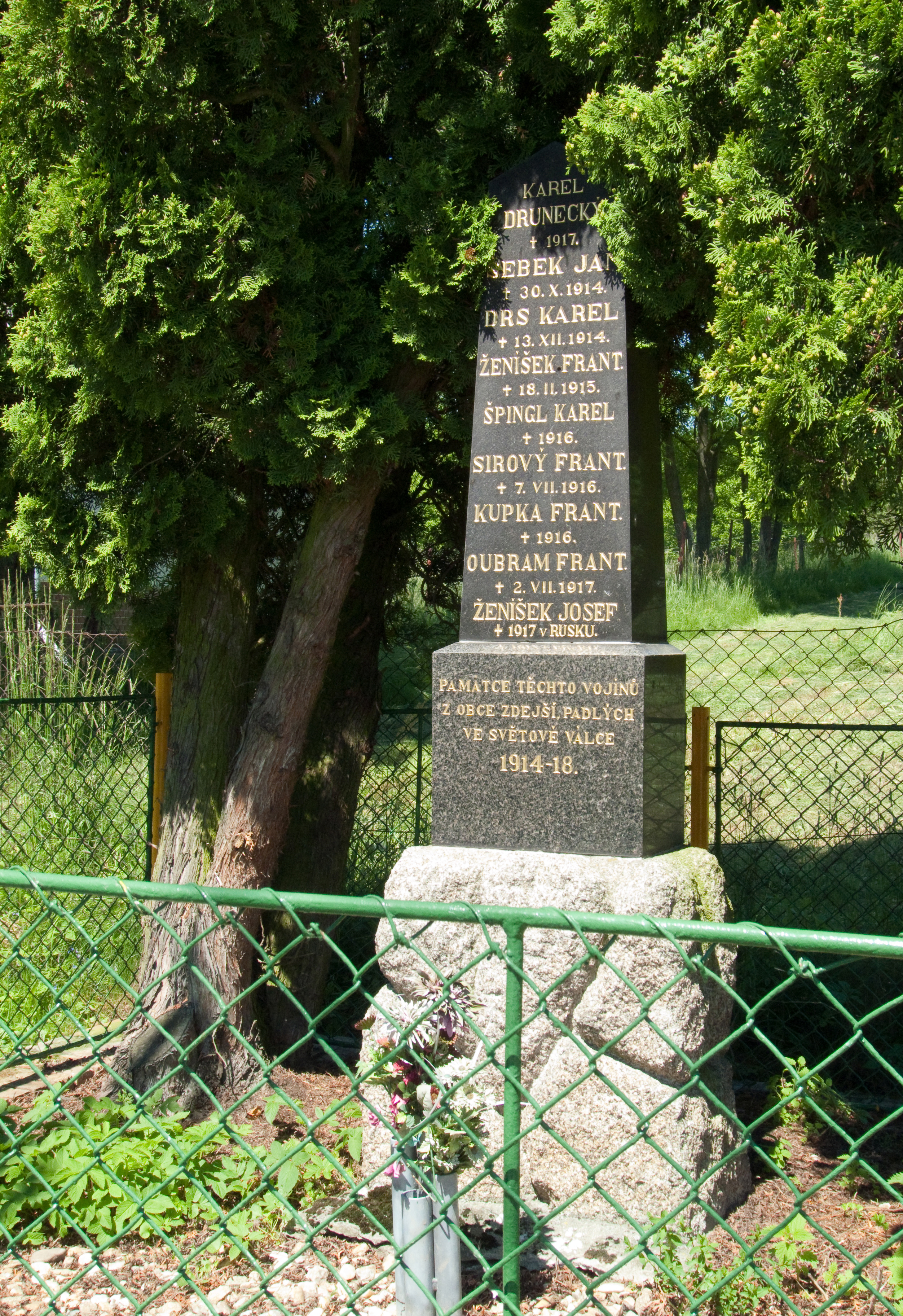
Pomník obětem první světové války
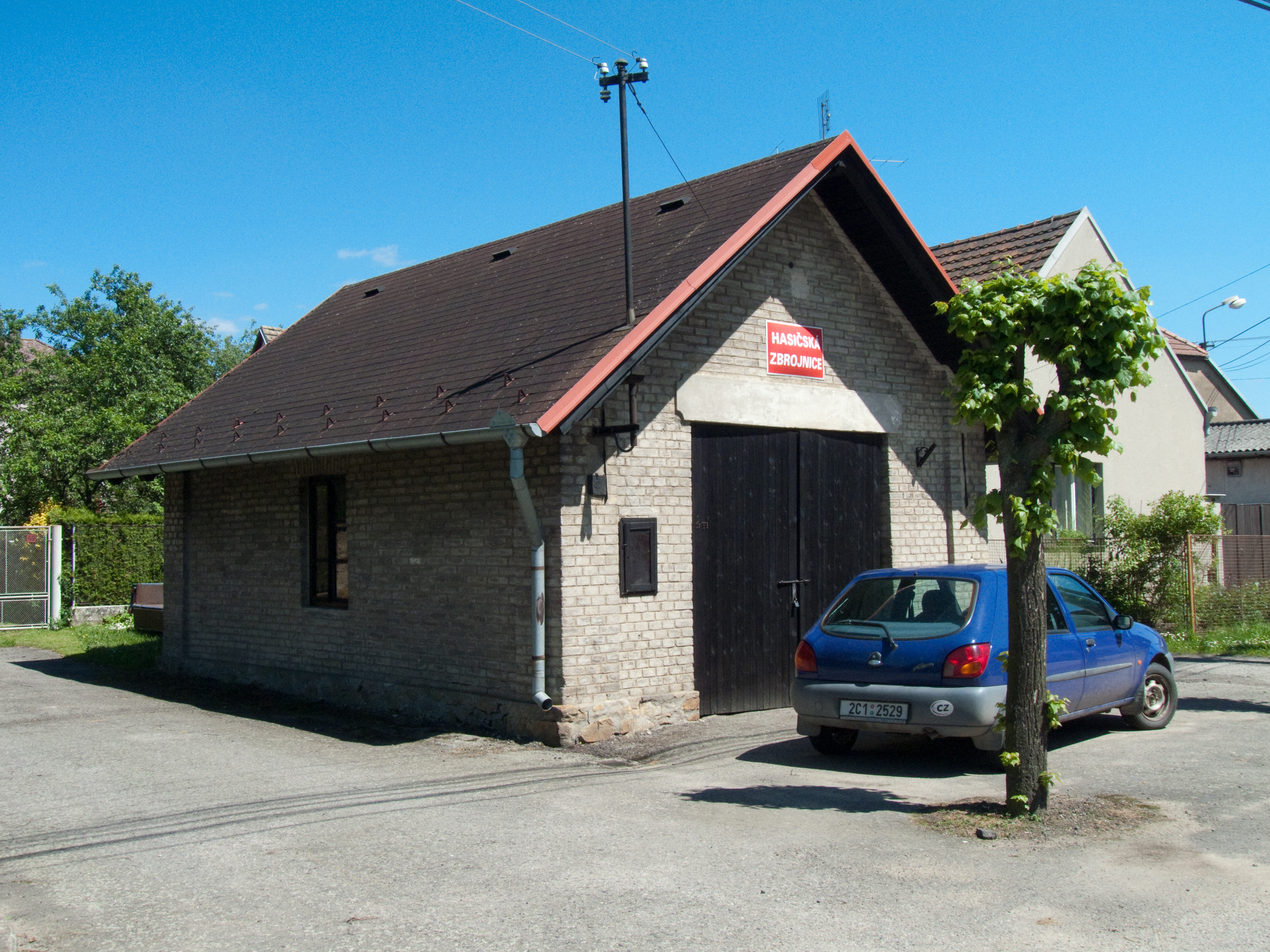
Hasičská zbrojnice
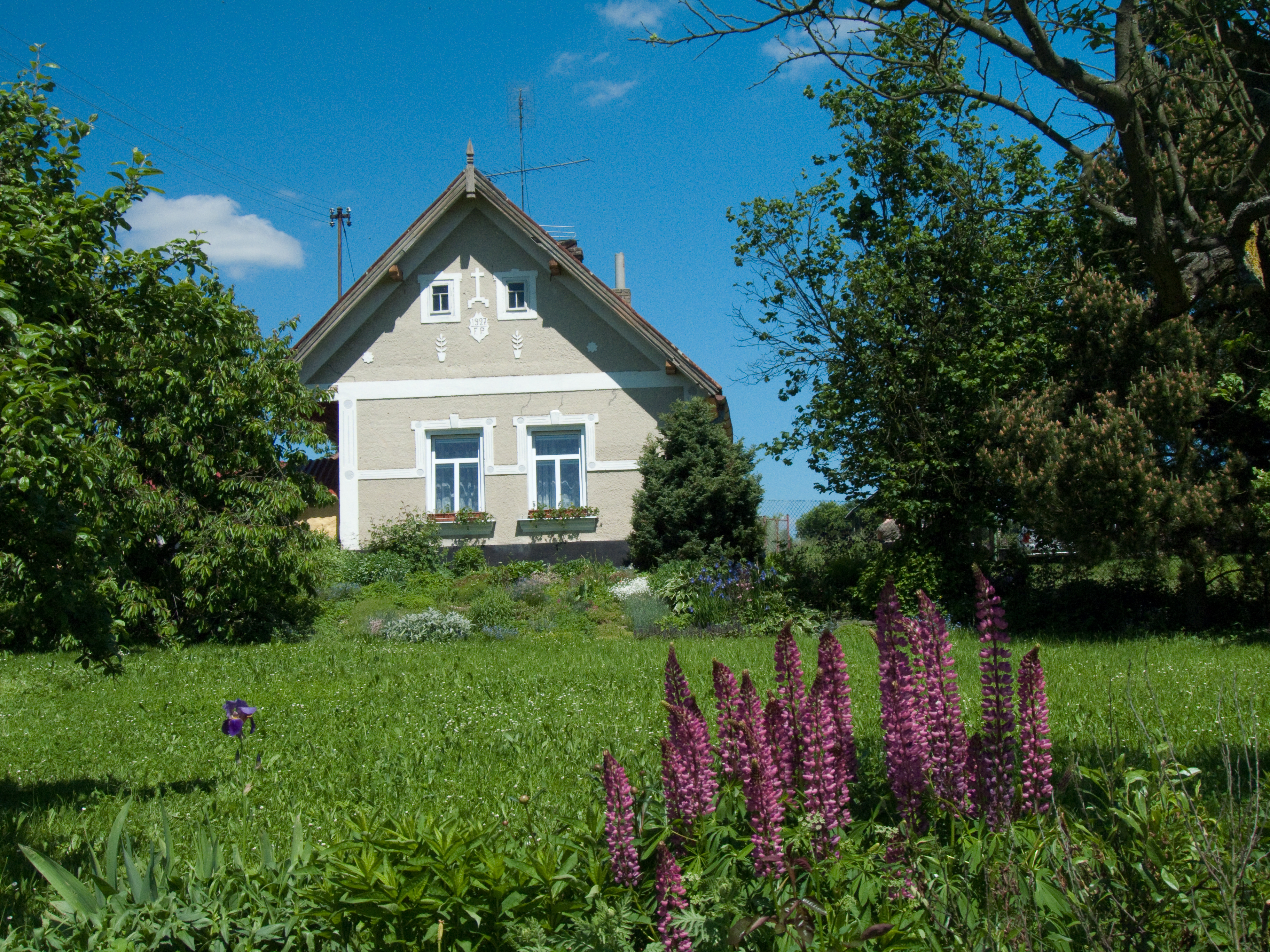
Stavení čp. 11